# Пономарёва, Наталья Петровна
Наталья Петровна Пономарёва (1895—1941) — советская художница.

## Биография
Наталья Пономарёва родилась в 1895 году в Казани в семье историка и археолога. В 1914 году пошла в Казанскую художественную школу, в 1918—1922 годах в АРХУМАСе. Её учителем был Н. И. Фешин. По окончании учёбы получила звание свободного художника. В 1922 году принимала участие в первой конкурсной выставке АРХУМАСа в Казани. В 1923 году переехала в Ленинград. Училась в ЛВХПУ имени В. И. Мухиной, затем там же преподавала. Принимала участие в выставках АХРР. Была членом ЛОСХ.
Известна как автор портретов и декоративных композиций. Ранние портреты Пономарёвой отличаются монументальностью, натюрморты — скульптурностью и объёмом.
Погибла в конце 1941 года во время блокады Ленинграда (по другим данным — в 1942 году).
Некоторые из работ Натальи Пономарёвой хранятся в итальянской галерее «Капитани».

## Семья
В 1920-х годах вышла замуж за художника Константина Павловича Янова (1905—1996).